# Col de Brancion
Le col de Brancion est un col routier situé en France. Il est situé à une altitude de 355 mètres dans la commune de Martailly-lès-Brancion en Saône-et-Loire au nord-est du Massif central, dans les monts du Mâconnais.

## Histoire

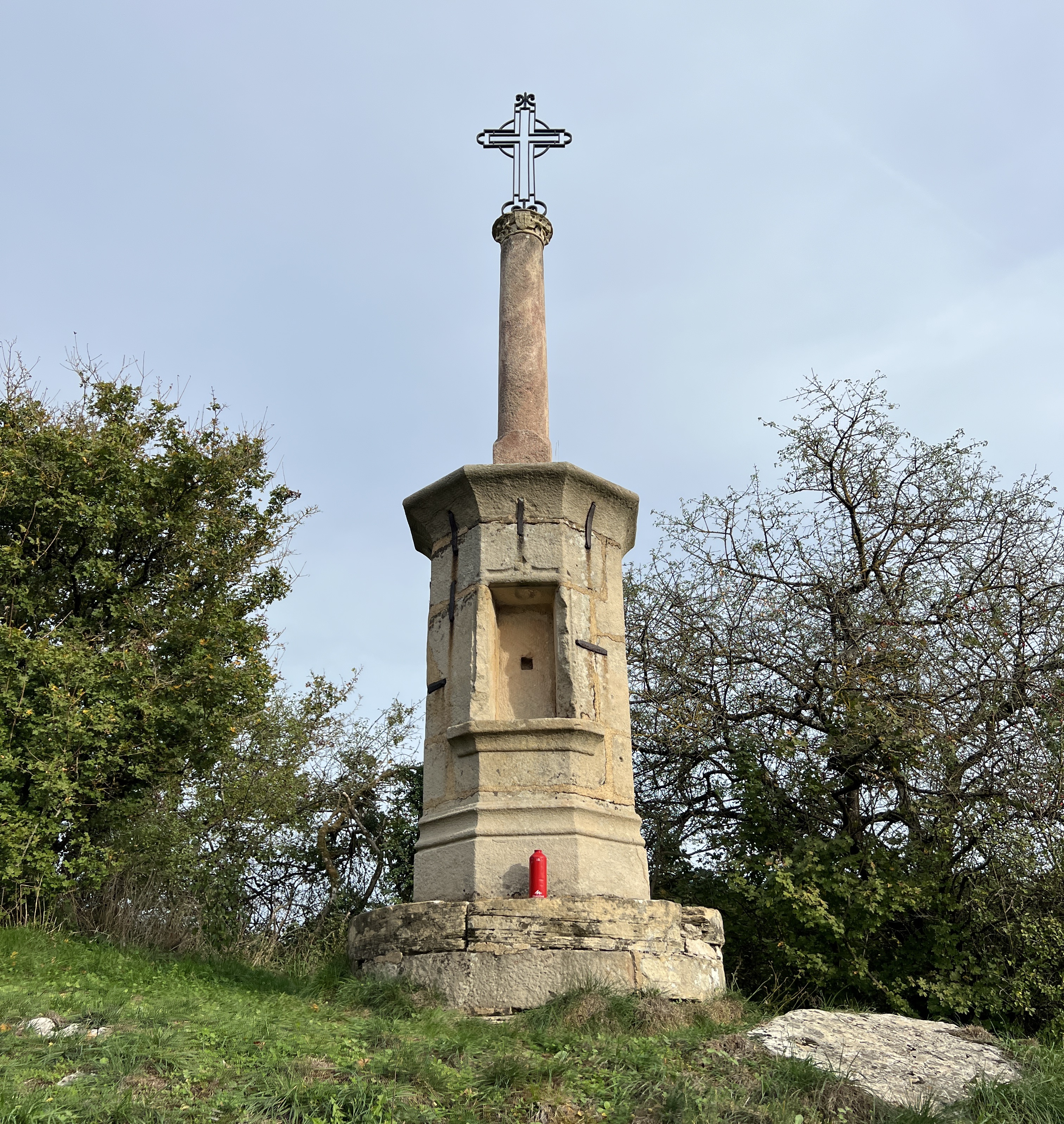
La croix de Brancion en 2022.

Le col est à la croisée de routes très anciennes, l’une reliant d’est en ouest Tournus à la vallée de la Grosne, et l'autre sur un axe nord - sud suivant la ligne de crête.
Datant du XVIe siècle, la croix de Brancion s'y trouve. Elle est inscrite au titre des monuments historiques par arrêté du 10 avril 1929.
Depuis le 2 juillet 1950, date de son inauguration, est présent au col un monument commémoratif de la Résistance française et des maquis. Il comprend 107 noms de maquisards morts aux combats en 1944, de Résistants du Haut-Mâconnais, du Tournugeois et de la vallée de la Grosne, morts fusillés ou en déportation, et d'otages fusillés,.

## Activités

### Randonnée
Le col en emprunté par la variante 76b du sentier de grande randonnée 76.